# 沃特福德 (紐約州)
沃特福德（英語：Waterford）是一個位於美國紐約州薩拉托加縣的鎮。

## 人口
根據2020年美國人口普查的數據，沃特福德的面積為19.20平方千米，當中陸地面積為17.00平方千米，而水域面積為2.20平方千米。當地共有人口8208人，而人口密度為每平方千米428人。